# Peripodida
Peripodida zijn een orde van zeesterren, en de vooralsnog enige orde in de infraklasse van de zeemadeliefjes (Concentricycloidea). Voor een bespreking van de kenmerken, zie het artikel over de infraklasse.

## Familie
- Xyloplacidae Baker, Rowe & Clark, 1986